# كورديلات
الكورديلات (الاسم العلمي: Cordylidae) هي فصيلة من الحيوانات تتبع رتبة الحرشفيات من طائفة الزواحف.

## التصنيف
- الكورديلاوات
  - الكورديلة